# Lešje (gmina Majšperk)
Lešje – wieś w Słowenii, w gminie Majšperk. W 2018 roku liczyła 192 mieszkańców.